# Gunnar Gunnarsson

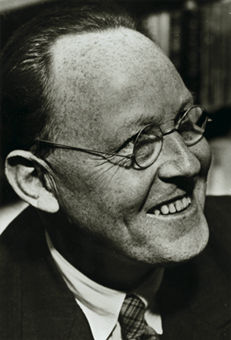
Gunnar Gunnarsson

Gunnar Gunnarsson (n. 18 mai 1889 - d. 21 noiembrie 1975) a fost un scriitor islandez.
A scris mai mult în daneză.
Scrierile sale sunt fie de factură moralistă sau autobiografică, inspirate din vechile saga islandeze sau din realitate.

## Scrieri
- 1912/1914: Istoria familiei Borg ("Af Borgslaegtens histoire")
- 1923/1928: Biserica de pe munte ("Kierken paa bjerget"), capodopera sa, roman autobiografic, mărturie a patriotismului său
- 1930: Jón Arason
- 1932: Vikivaki
- 1936: Omul cenușiu ("Graamand'").